# Roostoja
Roostoja är en by (estniska: küla) i Tudulinna  kommun i landskapet Ida-Virumaa i nordöstra Estland. Byn ligger vid Riksväg 35 och vid den meandrande ån Rannapungerja jõgi (även kallad Roostoja).
I kyrkligt hänseende hör byn till Tudulinna församling inom den Estniska evangelisk-lutherska kyrkan.